# 2012 Idol Star Olympics Championships
2012 Idol Star Olympics Championship (kor. 아이돌 스타 올림픽) – piąta edycja ISAC. Zawody odbyły się 10 lipca 2012 roku w Mokdong Stadium w Seulu (Korea Południowa), a także 15 lipca w Yong In University General Gymnasium, w Yongin. Były transmitowane przez stację MBC 25 i 26 lipca 2012 roku. 150 zawodników podzielonych na 9 drużyn konkurowało ze sobą w 14 konkurencjach.

## Zawodnicy
- Drużyna A: Apink, B1A4
- Drużyna B: Nine Muses, ZE:A
- Drużyna C: Dal Shabet, Dalmatian, LEDApple
- Drużyna D: Infinite, T-ara
- Drużyna E: 2AM, 2PM, Miss A, NS Yoon-G, SHINee
- Drużyna F: Girl’s Day, Teen Top
- Drużyna G: After School, MBLAQ
- Drużyna H: Boyfriend, Sistar
- f(x), CNBLUE, Miss A, Secret

## Zwycięzcy

### Mężczyźni

#### Lekkoatletyka
| Konkurencja                   | złoto                                                              | złoto   | srebro                      | srebro  | brąz                         | brąz    |
| ----------------------------- | ------------------------------------------------------------------ | ------- | --------------------------- | ------- | ---------------------------- | ------- |
| 100 m                         | Drużyna C Simon (Dalmatian)                                        | 13,10 s | Drużyna A Baro (B1A4)       | 13,36 s | Drużyna E Jo Kwon (2AM)      | 13,50 s |
| 110 m przez płotki            | Drużyna E Minho (SHINee)                                           | 17,14 s | Drużyna C Simon (Dalmatian) | 17,61 s | Drużyna E Seulong (2AM)      | 18,99 s |
| Sztafeta 4 × 50 metrów chodem | Drużyna E Changmin (2AM) Jinwoon (2AM) Jo Kwon (2AM) Seulong (2AM) |         |                             |         |                              |         |
| Skok w dal                    | Drużyna E Seulong (2AM)                                            | 5,25 m  | Drużyna B Minwoo (ZE:A)     | 4,87 m  | Drużyna D Woohyun (INFINITE) | 4,52 m  |
| Skok wzwyż                    | Drużyna F Niel (Teen Top)                                          | 1,74 m  | Drużyna E Jinwoon (2AM)     | 1,65 m  | Drużyna A Sandeul (B1A4)     | 1,65 m  |

#### Szermierka
| Konkurencja | złoto           | srebro        | brąz              |
| ----------- | --------------- | ------------- | ----------------- |
| Szermierka  | Jinyoung (B1A4) | Jinwoon (2AM) | Jungshin (CNBLUE) |
| Szermierka  | Jinyoung (B1A4) | Jinwoon (2AM) | Lee Joon (MBLAQ)  |

| Statystyki | Statystyki | Statystyki       | Statystyki             | Statystyki        |
| Runda      | Runda      | Zawodnik 1       | Wynik                  | Zawodnik 2        |
| ---------- | ---------- | ---------------- | ---------------------- | ----------------- |
| Półfinał   | 1          | Lee Joon (MBLAQ) | 7 – 15                 | Jinyoung (B1A4)   |
| Półfinał   | 2          | Jinwoon (2AM)    | 15 – 10                | Jungshin (CNBLUE) |
| Finał      | Finał      | Jinwoon (2AM)    | 11 – 15 (5 – 8, 6 – 7) | Jinyoung (B1A4)   |

#### Łucznictwo
| Konkurencja              | złoto                           | srebro                        | brąz                              |
| ------------------------ | ------------------------------- | ----------------------------- | --------------------------------- |
| Łucznictwo Drużyna męska | ZE:A (Dongjun, Hyungsik, Kevin) | MBLAQ (Mir, Seungho, Thunder) | Infinite (Dongwoo, L, Sungjong)   |
| Łucznictwo Drużyna męska | ZE:A (Dongjun, Hyungsik, Kevin) | MBLAQ (Mir, Seungho, Thunder) | Teen Top (Changjo, Chunji, Ricky) |

| Statystyki | Statystyki | Statystyki | Statystyki | Statystyki | Statystyki | Statystyki | Statystyki | Statystyki | Statystyki | Statystyki | Statystyki |
| Drużyna    | Runda      | Runda      | Runda      | Runda      | Runda      | Runda      | Runda      | Runda      | Runda      | Runda      | Łącznie    |
| Drużyna    | 1          | 2          | 3          | 4          | 5          | 6          | 7          | 8          | 9          | 10         | Łącznie    |
| Półfinał 1 | Półfinał 1 | Półfinał 1 | Półfinał 1 | Półfinał 1 | Półfinał 1 | Półfinał 1 | Półfinał 1 | Półfinał 1 | Półfinał 1 | Półfinał 1 | Półfinał 1 |
| MBLAQ      | Mir        | Mir        | Mir        | Seungho    | Seungho    | Seungho    | Thunder    | Thunder    | Thunder    | Thunder    |            |
| ---------- | ---------- | ---------- | ---------- | ---------- | ---------- | ---------- | ---------- | ---------- | ---------- | ---------- | ---------- |
| MBLAQ      | 7          | 5          | 5          | 7          | 5          | 6          | 9          | 7          | 4          | 7          | 62         |
| Infinite   | L          | L          | L          | Sungjong   | Sungjong   | Sungjong   | Dongwoo    | Dongwoo    | Dongwoo    | Dongwoo    |            |
| Infinite   | 1          | 1          | 8          | 6          | 9          | 5          | 3          | 5          | 10         | 9          | 57         |
| Półfinał 2 |            |            |            |            |            |            |            |            |            |            |            |
| ZE:A       | Kevin      | Kevin      | Kevin      | Hyungsik   | Hyungsik   | Hyungsik   | Dongjun    | Dongjun    | Dongjun    | Dongjun    |            |
| ZE:A       | 7          | 4          | 6          | 10         | 6          | 6          | 9          | 9          | 6          | 9          | 72         |
| Teen Top   | Ricky      | Ricky      | Ricky      | Chunji     | Chunji     | Chunji     | Changjo    | Changjo    | Changjo    | Changjo    |            |
| Teen Top   | 7          | 9          | 9          | 0          | 7          | 8          | 9          | 9          | 6          | 7          | 71         |
| Finał      |            |            |            |            |            |            |            |            |            |            |            |
| MBLAQ      | Mir        | Mir        | Mir        | Seungho    | Seungho    | Seungho    | Thunder    | Thunder    | Thunder    | Thunder    |            |
| MBLAQ      | 7          | 9          | 6          | 7          | 5          | 10         | 8          | 7          | 10         | 5          | 74         |
| ZE:A       | Kevin      | Kevin      | Kevin      | Hyungsik   | Hyungsik   | Hyungsik   | Dongjun    | Dongjun    | Dongjun    | Dongjun    |            |
| ZE:A       | 5          | 6          | 8          | 6          | 5          | 9          | 10         | 9          | 9          | 9          | 76         |

### Kobiety

#### Lekkoatletyka
| Konkurencja                   | złoto                                                                 | złoto   | srebro                       | srebro  | brąz                    | brąz    |
| ----------------------------- | --------------------------------------------------------------------- | ------- | ---------------------------- | ------- | ----------------------- | ------- |
| 100 m                         | Drużyna C Gaeun (Dal Shabet)                                          | 15,63 s | Drużyna B Eunji (Nine Muses) | 16,24 s | Drużyna H Bora (Sistar) | 16,26 s |
| Sztafeta 4 × 50 metrów chodem | Drużyna H Bora (Sistar) Dasom (Sistar) Hyolyn (Sistar) Soyou (Sistar) | 48,53 s |                              |         |                         |         |
| Skok wzwyż                    | Drużyna H Bora (Sistar)                                               | 1,25 m  | Drużyna F Minah (Girl’s Day) | 1,20 m  | Drużyna E NS Yoon-G     | 1,15 m  |

#### Szermierka
| Konkurencja | złoto           | srebro          | brąz             |
| ----------- | --------------- | --------------- | ---------------- |
| Szermierka  | Victoria (f(x)) | Sunhwa (Secret) | Fei (Miss A)     |
| Szermierka  | Victoria (f(x)) | Sunhwa (Secret) | Hwayoung (T-ara) |

| Statystyki | Statystyki | Statystyki       | Statystyki              | Statystyki      |
| Runda      | Runda      | Zawodnik 1       | Wynik                   | Zawodnik 2      |
| ---------- | ---------- | ---------------- | ----------------------- | --------------- |
| Półfinał   | 1          | Hwayoung (T-ara) | 13 – 15 (8 – 2, 5 – 13) | Sunhwa (Secret) |
| Półfinał   | 2          | Victoria (f(x))  | 15 – 11 (8 – 4, 7 – 7)  | Fei (Miss A)    |
| Finał      | Finał      | Victoria (f(x))  | 15 – 8 (8 – 5, 7 – 3)   | Sunhwa (Secret) |

#### Łucznictwo
| Konkurencja               | złoto                                                 | srebro                                          | brąz                                                                      |
| ------------------------- | ----------------------------------------------------- | ----------------------------------------------- | ------------------------------------------------------------------------- |
| Łucznictwo Drużyna żeńska | Drużyna H Bora (Sistar) Dasom (Sistar) Soyou (Sistar) | Hyosung (Secret) Jieun (Secret) Zinger (Secret) | Drużyna G Jooyeon (After School) Jungah (After School) Uee (After School) |
| Łucznictwo Drużyna żeńska | Drużyna H Bora (Sistar) Dasom (Sistar) Soyou (Sistar) | Hyosung (Secret) Jieun (Secret) Zinger (Secret) | Amber (f(x)) Luna (f(x)) Victoria (f(x))                                  |

| Statystyki   | Statystyki | Statystyki | Statystyki | Statystyki | Statystyki | Statystyki | Statystyki | Statystyki | Statystyki | Statystyki | Statystyki |
| Drużyna      | Runda      | Runda      | Runda      | Runda      | Runda      | Runda      | Runda      | Runda      | Runda      | Runda      | Łącznie    |
| Drużyna      | 1          | 2          | 3          | 4          | 5          | 6          | 7          | 8          | 9          | 10         | Łącznie    |
| Półfinał 1   | Półfinał 1 | Półfinał 1 | Półfinał 1 | Półfinał 1 | Półfinał 1 | Półfinał 1 | Półfinał 1 | Półfinał 1 | Półfinał 1 | Półfinał 1 | Półfinał 1 |
| Secret       | Zinger     | Zinger     | Zinger     | Jieun      | Jieun      | Jieun      | Hyoseong   | Hyoseong   | Hyoseong   | Hyoseong   |            |
| ------------ | ---------- | ---------- | ---------- | ---------- | ---------- | ---------- | ---------- | ---------- | ---------- | ---------- | ---------- |
| Secret       | 6          | 5          | 10         | 3          | 7          | 1          | 4          | 8          | 7          | 7          | 58         |
| After School | Jungah     | Jungah     | Jungah     | Uee        | Uee        | Uee        | Jooyeon    | Jooyeon    | Jooyeon    | Jungah     |            |
| After School | 8          | 8          | 4          | 8          | 4          | 8          | 2          | 1          | 9          | 4          | 56         |
| Półfinał 2   |            |            |            |            |            |            |            |            |            |            |            |
| Sistar       | Dasom      | Dasom      | Dasom      | Soyou      | Soyou      | Soyou      | Bora       | Bora       | Bora       | Bora       |            |
| Sistar       | 10         | 9          | 2          | 8          | 0          | 7          | 9          | 9          | 10         | 9          | 73         |
| f(x)         | Amber      | Amber      | Amber      | Victoria   | Victoria   | Victoria   | Luna       | Luna       | Luna       | Luna       |            |
| f(x)         | 0          | 9          | 4          | 7          | 1          | 6          | 1          | 5          | 6          | 6          | 45         |
| Finał        |            |            |            |            |            |            |            |            |            |            |            |
| Sistar       | Soyou      | Soyou      | Soyou      | Dasom      | Dasom      | Dasom      | Bora       | Bora       | Bora       | Bora       |            |
| Sistar       | 9          | 9          | 7          | 3          | 8          | 3          | 9          | 10         | 8          | 9          | 75         |
| Secret       | Zinger     | Zinger     | Zinger     | Jieun      | Jieun      | Jieun      | Hyosung    | Hyosung    | Hyosung    | Hyosung    |            |
| Secret       | 3          | 6          | 7          | 4          | 8          | 2          | 8          | 3          | 1          | 7          | 48         |

### Mieszane

#### Tenis stołowy
| Konkurencja | złoto                         | srebro                      | brąz |
| ----------- | ----------------------------- | --------------------------- | ---- |
| Mikst       | Nichkhun (2PM) Jiyeon (T-ara) | Changmin (2AM) Amber (f(x)) |      |

#### Specjalne wydarzenie dla debiutantów
- Bieg na 400 metrów:  Casper (Cross Gene),  Tia (Chocolat)[2]

## Oglądalność
| No. | Data emisji | TNmS  | TNmS  | AGB Nielsen | AGB Nielsen |
| No. | Data emisji | Kraj  | Seul  | Kraj        | Seul        |
| --- | ----------- | ----- | ----- | ----------- | ----------- |
| 1   | 2012.07.25  | 6,8%  | 8,4%  | 6,4%        | 7,8%        |
| 2   | 2012.07.26  | 14,2% | 16,9% | 13,2%       | 17,8%       |